# Велика Бахама
Велика Бахама (енгл. Grand Bahama) је четврто по величини острво на Бахамима, површине 155 км². Име је шпанског порекла gran bajamar, што значи велики плићаци. Острво је било дуго ненасељено, после свог открића, скоро 300 година. Међутим, од 1950, због мале удаљености од Флориде (око 90 км), почиње насељавање и развој туризма. Данас Велика Бахама представља једно од најпосећенијих и најатрактивнијих острва у архипелагу. Овде се налази највећи систем подводних пећина на свету, три национална парка, обиље зеленила, непрегледне плаже...